# Пантелей Димитров
Пантелей Димитров (болг. Пантелей Димитров, 2 листопада 1940 — 23 червня 2001) — болгарський футболіст, що грав на позиції півзахисника.
Більшу частину кар'єри провів у клубі ЦСКА (Софія), з яким став чотириразовим чемпіоном Болгарії та дворазовим володарем Кубка Болгарії, а також національну збірну Болгарії, у складі якої був учасником чемпіонату світу.

## Клубна кар'єра
У дорослому футболі дебютував 1958 року виступами за команду ЦСКА (Софія), кольори якої захищав сім років. За цей час чотири рази виборював титул чемпіона Болгарії. З цією ж командою він провів 10 матчів у Кубку європейських клубів чемпіонів.
Після цього у 1965—1968 роках грав за «Спартак» (Софія), а завершив ігрову кар'єру у команді «Спартак» (Варна), де виступав до 1972 року.

## Виступи за збірну
Не зігравши жодного матчу у складі національної збірної Болгарії, він був включений до заявки команди на чемпіонат світу 1962 року у Чилі, де втім теж не зіграв і дебютував за збірну лише майже через рік, 30 квітня 1963 року, в товариській грі проти Чехословаччини (2:1).
Загалом протягом кар'єри у національній команді, яка тривала 2 роки, провів у її формі 9 матчів, забивши 1 гол, 2 червня 1963 року проти Албанії.
Помер 23 червня 2001 року на 61-му році життя.

## Титули і досягнення
- Чемпіон Болгарії (4):

ЦСКА (Софія): 1958–59, 1959–60, 1960–61, 1961–62
- Володар Кубка Болгарії (2):

ЦСКА (Софія): 1960–61, 1964–65